# Stele von Solana de Cabañas
Die Stele von Solana de Cabañas ist eine zerbrochene Schieferplatte, die in einem Ortsteil der Gemeinde Cabañas del Castillo, in der Provinz Cáceres, in der Extremadura in Spanien entdeckt wurde und in die Zeit zwischen 1000 und 800 v. Chr. datiert wird.
Die Darstellung zeigt neben einer nicht kriegerischen Figur einen Schild mit V-Kerbe, einen Speer, ein Schwert, Kamm und Spiegel und einen vierrädrigen Wagen mit Zugtieren. Die Darstellung erinnert an Darstellungen der Ostküste, wie sie auch in Berzocana gefunden wurden.
Die Stele gilt als Grabstele, obwohl nicht auszuschließen ist, dass sie in anderem Kontext verwendet wurde. In der Bronzezeit sind schematische Darstellungen von Kriegern im Westen der Iberischen Halbinsel besonders häufig.
Die Bewohner des ersten Jahrtausends v. Chr. sind Vorfahren der Völker, die für den kriegerischen Charakter der Periode Belege durch in Stein gemeißelte Darstellungen lieferten. Der sogenannte Krieger von Solana de Cabañas war eine der ersten Entdeckungen dieser Art und ein Meilenstein bei der Erforschung des Phänomens. Gemäß einer Untersuchung kann man den Anfang des Phänomens im nördlichen Bereich der Extremadura einschließlich der südlichen Provinz Salamanca und der Nachbarregion in Portugal annehmen, wo kleinere weibliche Stelen die Krieger begleiten. Die Entwicklung der Denkmäler und der Komplexität der Zeichen nahm zu, als sie sich in den Süden ausbreiteten (Stelen von Cabeza del Buey). Die Stele bindet sich im Museo Arqueológico Nacional.